# Dekanat Siołkowice
Dekanat Siołkowice – jeden z 36 dekanatów w rzymskokatolickiej diecezji opolskiej.
W skład dekanatu wchodzi 10 parafii:
- parafia Św. Szczepana → Brynica
- parafia Św. Jadwigi → Chróścice
- parafia Bożego Ciała i św. Norberta → Czarnowąsy (Opole)
- parafia Św. Katarzyny Aleksandryjskiej → Dobrzeń Wielki
- parafia Św. Jerzego → Kup
- parafia Św. Antoniego z Padwy → Luboszyce
- parafia Św. Piotra i Pawła i Narodzenia Najświętszej Maryi Panny → Łubniany
- parafia Najświętszej Maryi Panny Królowej Aniołów → Popielów
- parafia Św. Michała Archanioła → Stare Siołkowice
- parafia Św. Floriana → Zawada